# ريغي ساندرز
ريغي ساندرز (بالإنجليزية: Reggie Sanders)‏ هو لاعب كرة قاعدة أمريكي، ولد في 9 سبتمبر 1949 في برمنغهام في الولايات المتحدة، وتوفي في 27 يناير 2002 في لوس أنجلوس في الولايات المتحدة. و كان ريغي ساندرز لاعب أيمن سابق في دوري البيسبول الرئيسي. ضرب ورمى باليد اليمنى. كان ساندرز يبلغ من العمر 23 عامًا عندما ظهر لأول مرة في الدوري الرئيسي في 22 أغسطس 1991 ، بعد أن تم اختياره في الجولة السابعة من مسودة الهواة لعام 1987 من قبل سينسيناتي ريدز. إلتحق بكلية سبارتانبورغ ميثوديست قبل أن يبدأ مسيرته المهنية مع بيلينجز موستانج على مستوى المبتدئين في دوري الرواد في عام 1988. كما لعب بشكل احترافي مع سانت لويس كاردينالز ، بيتسبرغ بايرتس ، أتلانتا بريفز ، سان فرانسيسكو جاينتس ، سان دييغو بادريس وكانساس سيتي رويالز ، وكان عضوًا في بطولة أريزونا دايموندباكس العالمية لعام 2001 على فريق نيويورك يانكيز. مع الكاردينالز ، كان ساندرز قد انفجر من نوع ما خلال سلسلة دوريات الدوري الوطني 2005 ضد سان دييغو بادريس. في اكتساح ثلاث مباريات لبادريس ، حصل ساندرز على 10 أشواط ، وهو رقم قياسي جديد لسلسلة تقسيم.

## وصلات خارجية
- ريغي ساندرز على موقعبيزبول رفرنس.كوم (الدوري الرئيسي) (الإنجليزية)
- ريغي ساندرز على موقعبيزبول رفرنس.كوم (الدوري الثانوي) (الإنجليزية)